# Untersuchungsmethoden nach Dr. Rebelein
Die Untersuchungsmethoden nach Dr. Rebelein dienen der Untersuchung von Getränken nach Alkohol, Zucker und Schwefel. Sie sind nicht mehr auf dem neuesten Stand der Wissenschaft, werden aber noch praktiziert.

## Bestimmung des Alkoholgehalts
Der Alkohol der Getränkeprobe wird in eine saure Kaliumchromat-Lösung überdestilliert, wobei die quantitative Oxidation zu Essigsäure erfolgt. Das überschüssige Oxidationsmittel wird hierauf mit Natriumthiosulfat zurücktitriert.
Arbeitsmittel sind eine Glasapparatur, Heizgerät, Magnetrührer, Laborwecker und die Reagenzien Alkohol 1–5.
| Reagenz-Name | Reagenz                  |
| ------------ | ------------------------ |
| Alkohol 1    | Kaliumchromat-Lösung     |
| Alkohol 2    | Salpetersäure            |
| Alkohol 3    | Kaliumiodid-Lösung       |
| Alkohol 4    | Natriumthiosulfat-Lösung |
| Alkohol 5    | Stärke-Lösung            |

## Bestimmung des Zuckers
Die reduzierenden Zucker werden mit alkalischer Kupfersulfat-Lösung oxidiert, wobei das zweiwertige Kupfer zum einwertigen Kupferoxydul reduziert wird. Nach Zusatz von Kaliumiodid wird eine dem nicht verbrauchten Kupfersulfat äquivalente Menge Iod frei, welches mit Natriumthiosulfat zurücktitriert werden kann. Die Inversion eventuell vorhandener Saccharose erfolgt durch Kochen mit verdünnter Schwefelsäure.
Arbeitsmittel und eine Glasapparatur, Heizgerät, Laborwecker und Reagenzien Zucker 1–6.
| Reagenz-Name | Reagenz                      |
| ------------ | ---------------------------- |
| Zucker 1     | Kupfersulfat-Lösung          |
| Zucker 2     | Kalium-Natriumtartrat-Lösung |
| Zucker 3     | Kaliumiodid-Lösung           |
| Zucker 4     | Schwefelsäure-Lösung         |
| Zucker 5     | Stärke-Lösung                |
| Zucker 6     | Natriumthiosulfat-Lösung     |

## Destillation der gesamten Schwefligen Säure
Zur Bestimmung von gesamter Schwefliger Säure (Destillation). Die gesamte Schweflige Säure wird in eine alkalische Kaliumiodat-Lösung überdestilliert. Nach dem Ansäuern der Vorlage wird der Überschuss an Oxidationsmittel mit Natriumthiosulfat-Lösung zurücktitriert.
Arbeitsmittel sind Glasapparatur, Heizgerät, Laborwecker und Reagenzien Schwefel 1–6
| Reagenz-Name | Reagenz                  |
| ------------ | ------------------------ |
| Schwefel 1   | Kaliumiodat-Lösung       |
| Schwefel 2   | Methanol                 |
| Schwefel 3   | Schwefelsäure-Lösung     |
| Schwefel 4   | Stärke-Lösung            |
| Schwefel 5   | Schwefelsäure-Lösung     |
| Schwefel 6   | Natriumthiosulfat-Lösung |

## Schnelltitration des Gesamt-SO2, des freien SO2und der Gesamtsäure von Weißweinen
Zur Bestimmung von Gesamt-Schwefeldioxid (SO2), freiem SO2 und Gesamtsäure (Titration) wird eine Getränkeprobe zur Verseifung des gebundenen Schwefeldioxid alkalisiert, mit einer definierten überschüssigen Menge an Iodat-Lösung vermischt, angesäuert, danach mit Iodid versetzt und das gebildete überschüssige Iod mit Natriumthiosulfat zurücktitriert.
Als Arbeitsmittel dienen eine Glasapparatur und die Reagenzien Schwefel 11–55.
| Reagenz-Name | Reagenz                       |
| ------------ | ----------------------------- |
| Schwefel 11  | Natronlauge                   |
| Schwefel 22  | Kaliumiodat-Lösung mit Stärke |
| Schwefel 33  | Schwefelsäure-Lösung          |
| Schwefel 44  | Stärke-Lösung                 |
| Schwefel 55  | Natriumthiosulfat-Lösung      |